# Dromaeosauroides
Dromaeosaurides var ett släkte köttätande dinosaurier (dromaeosauridae?) som levde i Europa ( Danmark ) i början av krita.
Det enda som finns att gå efter är en tand, hittad på Bornholm. Utifrån den tror forskarna att Dromaeosauroides blev omkring 3 meter lång, och kan ha varit nära släkt med Dromaeosaurus.